# Erik le Rouge
Erik le Rouge, ou Eirik Raudé (francisation du norrois Eiríkr Rauði), né vers 950 et mort v. 1003 ou v. 940 et v. 1010, est un explorateur norvégien. Son nom est Eiríkr Þorvaldsson (francisé en Eirikr Thorvaldson), mais ses contemporains le surnomment Rauði (« le Rouge ») en raison de la couleur rousse de ses cheveux et de sa barbe. Banni d'Islande pour meurtre, il est resté dans l'histoire pour avoir fondé la première colonie européenne au Groenland, aventure qui fut narrée plus tard dans la Saga d'Erik le Rouge. Il revient au Groenland avec 500 colons pour fonder Qassiarsuk où Thjodhild, son épouse, bâtit une église. Le sanctuaire, ainsi qu'une maison scandinave, ont été reconstruits en bordure du fjord de Tunulliarfik, au cœur du Groenland. Son fils, Leif Erikson découvrit et installa très provisoirement une colonie sur les terres encore plus à l'ouest du Vinland, que l'on pense être située sur l'actuelle Terre-Neuve.

## Histoire

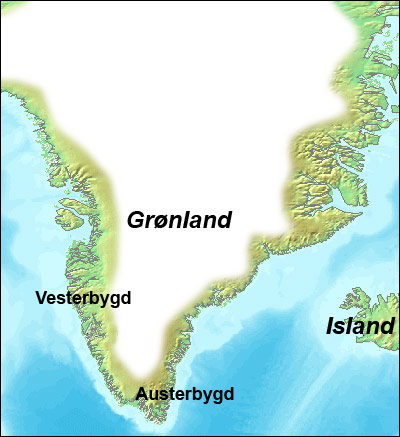
Position des colonies fondées par Erik le Rouge.

Þorvaldr Ásvaldsson, le père d'Eiríkr Rauði, est banni de Jaeren en Norvège à la suite d’un meurtre et s’installe au nord-ouest de l'Islande vers l'an 970.
Eiríkr le Rouge est à son tour banni d'Islande pour meurtre quand après un conflit avec un voisin, Erik tue ce dernier par vengeance. Il part alors pour des terres que seuls quelques Européens avaient déjà vues avant lui, et notamment Gunnbjörn Ulfsson, le premier à les avoir découvertes entre 876 et 932. Erickr appela cette terre qui connaissait un climat plus favorable au début du deuxième millénaire, Groenland (Grønland en danois « terre verte ») dans le but d'y attirer le plus de colons possible. Il s'installe autour de l’actuelle ville de Qaqortoq. De retour en Islande après les trois années d'exil qu'il passe à explorer la côte orientale du Groenland, il prépare la colonisation des terres qu'il a découvertes.
« Cet été-là, Éric alla coloniser le pays qu'il avait découvert et qu'il appela Groenland, car il dit que les gens auraient fort envie d'y aller si ce pays portait un beau nom. »
Parti entre 985 et 988 avec une flotte de 25 knerrir (pluriel de knörr), les bateaux vikings d'époque, il  parvient à atteindre le Groenland avec 14 d'entre eux et s'installe à Eystribyggð entre le cap Farewell et le cercle polaire. Les premiers colons sont au nombre de 45 et leur effectif s'élève par la suite à environ 5000. Cette augmentation résulte de l'attirance des Islandais pour cette nouvelle terre où les terrains sont plus intéressants que sur l'île d'Islande trop peuplée. Les nouveaux habitants se répartissent en deux établissements situés tous deux au fond de fjords de la côte sud-ouest (appelés Eystribyggð : établissement de l'Est et Vestribyggð : établissement de l'Ouest ; sur les emplacements des villes actuelles de Nuuk et Qaqortoq). Ils s'organisent politiquement sur le modèle islandais et Erickr devient le chef suprême du Groenland, riche et respecté.
Parallèlement à cela, Eirikr reste durement attaché à la religion norroise contrairement à sa femme Þjóðhildr (Thiodhild) qui se convertit au christianisme. La colonie devint en même temps elle-même chrétienne et c'est la femme d'Eirikr qui fit construire la première église du Groenland dont il subsiste encore des vestiges aujourd'hui.

## Fin de vie
Leif Erikson, son fils, fut le premier viking à découvrir l'Amérique qu'il nomma alors « Vinland ». Il invita Eirikr à se joindre à lui. Toutefois, d'après les légendes norroises (scandinave), Eirikr serait tombé de son cheval juste avant le voyage, aurait vu cette chute comme un mauvais signe et aurait finalement décidé de laisser son fils partir sans lui. Il reste alors au Groenland jusqu'à sa mort à la suite d'une épidémie, vers l'an 1010. Icône du début du mythe scandinave au Groenland, il s'effacera peu à peu quand les derniers colons scandinaves disparaitront du continent glacé vers la fin du XIVe siècle, victimes d'un refroidissement du climat, de luttes avec les Inuits et de la famine.

## Famille et descendance
La tradition médiévale islandaise raconte qu'Eiríkr a pour épouse Thjodhild Jorundardottir avec qui il a quatre enfants dont trois  fils : Leifr (Leif), Þorvald (Thorvald) et Þorsteinn (Thorsteinn) et une fille : Freydís. Elle était la fille d'une seconde épouse. Selon la tradition scandinave, Leifrs serait le second Européen à découvrir les terres de ce qu'il appellera le Vinland (probablement Terre Neuve) ; une trentaine d'années après Bjarni Herjólfsson qui ne fit apparemment que les apercevoir. Leif invita son père à le rejoindre au Vinland après y avoir établi une colonie, mais Erikr ne le suivit pas.

## Traductions
- 1955 : Maurice Gravier, La Saga d'Eric le Rouge, le Récit des Groenlandais, texte islandais, avec introduction, traduction, notes, glossaire et quatre cartes, Éditions Aubier-Montaigne, coll. « Bibliothèque de Philologie Germanique », tome XVII, 226 p.
- 1987  Régis Boyer présenté et annoté par, Sagas Islandaises, Paris, Gallimard, coll. « La Pléiade », 1987, 1993 p. (ISBN 2-07-0111172), Saga d'Eirik le Rouge  p. 331-355 notesː p. 1618-1627

## Dans les arts et la culture populaire

### Littérature

#### Bande dessinée
- Erik le Rouge, roi de l'hiver, scénario et dessin de Soren Mosdal, éditions Casterman, 2014, 138 pages.

### Filmographie

#### Cinéma et télévision
- 1928 : Les Vikings de Roy William Neill, joué par Anders Randolf.
- 1965 : Erik, le Viking de Mario Caiano, joué par Giuliano Gemma.
- 1989 : Erik le Viking de Terry Jones, joué par Tim Robbins.
- 2022 : Violent Night de Tommy Wirkola, joué par David Harbour
- 2024 : Vikings : Valhalla de Jeb Stuart, joué par Goran Višnjić